# آزمایشگاه پرنده‌شناسی کرنل
آزمایشگاه پرنده‌شناسی کُرنل (به انگلیسی: Cornell Lab of Ornitholog) یک واحد از دانشگاه کرنل در ایتاکا، نیویورک است که به مطالعه پرندگان و دیگر حیات‌وحش می‌پردازد. این در مرکز پرندگان و تنوع زیستی ایموژن پاورز جانسون در پناهگاه ساپساکر وودز قرار دارد. تقریباً ۲۵۰ دانشمند، استاد، کارمند و دانشجو در برنامه‌های مختلفی که به مأموریت آزمایشگاه اختصاص داده شده‌اند، کار می‌کنند: تفسیر و حفظ تنوع زیستی زمین از طریق تحقیق، آموزش، و علم شهروندی متمرکز بر پرندگان. کار در آزمایشگاه عمدتاً توسط ۷۵۰۰۰ عضو آن پشتیبانی می‌شود.
آزمایشگاه کُرنل کتاب‌هایی را با عنوان گروه انتشارات آزمایشگاه کُرنل، یک نشریه فصلی، مجله Living Bird و یک خبرنامه الکترونیکی ماهانه منتشر می‌کند. این آزمایشگاه، پروژه‌ها و وبگاه‌های علمی شهروندی متعددی را مدیریت می‌کند، از جمله برنده جایزه Webby برای All About Birds.